# Eidsvoll
Eidsvoll ( ? i  escolteu-ne la pronunciació en noruec) és un municipi situat al comtat d'Akershus, Noruega. Té 23.811 habitants (2016) i té una superfície de 457 km². El centre administratiu del municipi és el poble de Sundet.
El municipi d'Eidsvoll limita al nord amb Østre Toten (al comtat d'Oppland, a la riba oest del Mjøsa) i de Stange (al costat d'aquest llac) i a l'est amb Nord-Odal (els dos últims situats al comtat de Hedmark). Al comtat d'Akershus, al sud-est, s'hi troba Nes, que es troba al sud d'Ullensaker, i a l'oest es troben Nannestad i Hurdal.
A més de ser una ciutat dormitori per Oslo, també té indústries agrícoles i forestals. Els principals centres de població i comercials són Sundet i Råholt.

## Ciutats agermanades
Eidsvoll manté una relació d'agermanament amb les següents localitats:
- - Egilsstaðir, Islàndia
- - Skara, Comtat de Västra Götaland, Suècia
- - Sorø, Regió de Selàndia, Dinamarca
- - Suolahti, Länsi-Suomi, Finlàndia